# (27234) 1999 RC2
1999 أر سي 2 (ويعرف أيضًا باسم (27234) 1999 أر سي 2 وفق تسمية الكوكب الصغير) (بالإنجليزية: 1999 RC2)‏ هو كويكب ضمن حزام الكويكبات؛ وترتيبه 27234 من حيث الاكتشاف.
اكتُشف هذا الجُرم الفلكي بواسطة ماسح السماء كاتالينا في 6 سبتمبر 1999.

## وصلات خارجية
- (27234) 1999 RC2 في قاعدة بيانات مختبر الدفع النفاث لأجرام النظام الشمسي الصغيرة

- الاكتشاف · مخطط المدار ·  العناصر المدارية · المعلمات المادية

- (27234) 1999 RC2 على موقع ويكي سكاي: DSS2, SDSS, GALEX, IRAS, Hydrogen α, X-Ray, Astrophoto, Sky Map, Articles and images